# Santa Margarita (galeone 1601)
Il galeone Santa Margarita andò perso per naufragio nel marzo 1601 al di fuori della barriera corallina al largo del villaggio di Teteto, nell'isola di Rota

## Storia
Il Santa Margarita era un galeone spagnolo da 1.000 tonnellate di dislocamento di stanza nelle Filippine. Nel 1597 il Santa Margarita nave della Armada, insieme al San Gerónimo di don Fernando de Castro, effettuarono un viaggio dalle Filippine al Messico partendo il 21 marzo e arrivando il 4 giugno. Tale risultato fu segnalato dal Viceré del Messico Gaspar de Zúñiga conte di Monterrey al Re di Spagna con una lettera del 3 dicembre dello stesso anno. In una lettera del 9 luglio 1599 al Re di Spagna si segnalava che Tre navi sono arrivate quest'anno dalla Nuova Spagna, due da privati e l'altra di V.M. Quella di V.M. chiamata "Santa Margarita" è stato data dal Viceré della Nuova Spagna in amministrazione a Juan Pardo de Losada.... Il 14 giugno 1599 la nave era salpata per ritornare nelle Filippine.
Nel mese di luglio del 1600 la nave salpò da Cavite diretta ad Acapulco carica di oro, spezie, porcellane Kraak, tessuti ed oggetti di avorio di produzione locale, lavorati da artigiani filippini e cinesi. All'inizio mese di marzo del 1601 il galeone, che svolgeva il ruolo di  Capitana, fece naufragio a causa di un tifone al largo della costa nord-occidentale dell'isola di Rota, nell'arcipelago delle Marianne. Il Santa Margarita affondò a causa di forti correnti al di fuori della barriera corallina al largo del villaggio di Teteto,  e i nativi Chamorro salvarono circa 30 persone delle 300 che si trovavano a bordo. I sopravvissuti furono tratti in salvo l'anno successivo da una flotta di cinque galeoni che arrivarono a Rota da Acapulco. A bordo di essi vi era il frate missionario francescano Juan Pobre de Zamora che entrò in contatto con uno dei sopravvissuti che condivise con lui le informazioni sulla tribù dei Chamorro. I sopravvissuti rientrarono nelle Filippine a bordo del galeone Jesus Maria, e le successive indagini dei funzionari spagnoli determinò come causa della perdita della nave l'eccessivo sovraccarico.
Il relitto del Santa Margarita è stato trovato nel 1997, in acque poco profonde, da una compagnia di cercatori di tesori, la IOTA Partners di Seattle, presumibilmente dopo due anni di lavoro di preparazione. La IOTA Partners è stata autorizzata dal Commonwealth delle Isole Marianne Settentrionali a esplorare il relitto dopo aver trovato l'ancora della nave e alcuni manufatti in avorio. Il ricavato dell'eventuale vendita di manufatti recuperati sarà condiviso con il Commonwealth delle Isole Marianne Settentrionali, che riceverà un quarto dell'importo totale.

### Annotazioni
1. ↑   È noto che la nave San Bartolomé partì da Acapulco il 23 novembre 1597 per notificare ai due galeoni diretti nelle Filippine la presenza di pirati, ritornando il 21 gennaio 1598.
2. ↑  I francescani Juan Pobre de Zamora e Pedro de Talavera soggiornarono sull'isola per i successivi sette mesi, ritornando ad Acapulco a bordo del galeone Jesus Maria nell'ottobre 1602.

### Fonti
1. 1 2 3 4 5 6  Treasurenet.
2. ↑  Scholarlypublications.
3. 1 2  Fish 2011, p. 499.
4. ↑  Driver 1983, p. 200.
5. 1 2  Rogers 2011, p. 20.